# Rob Geus
Robert-Jan (Rob) Geus (Rotterdam, 15 juli 1971) is een Nederlandse kok en tv-presentator.

## Loopbaan
Geus begon in 2002 met de presentatie van De Smaakpolitie bij SBS6, samen met Maureen du Toit. In dit televisieprogramma gaat hij horecagelegenheden bekijken en controleert hij de keukens op hygiëne en veiligheid. Als Geus van mening is dat een restaurant of cafetaria voldoet aan de hygiëne-eisen, dan reikt hij 'De Smaakpolitie OK-sticker' uit. Bij restaurants waarbij de hygiëne ernstig te wensen overlaat, reikt hij een T-shirt uit met de tekst 'Hier word ik niet vrolijk van', een oneliner die Geus vanaf het eerste seizoen gebruikt. In 2006 nam Geus samen met Gebroeders Ko een single op met deze titel. Behalve horecagelegenheden bezoekt Geus ook studentenhuizen. Het programma De Smaakpolitie trok in 2007 gemiddeld bijna een miljoen kijkers per aflevering.
In het najaar van 2008 maakte Geus reclame voor Stichting Promotie Kalfsvlees. Dit spotje werd na klachten van kijkers van de buis gehaald. Het bleek dat de stichting een te rooskleurig beeld schetste van het fokken van vleeskalveren. In 2015 werd Geus gekapitteld door het programma Rambam vanwege zijn zogenoemde 'keurmerk', dat volgens Rambam een commercieel logo is, en geen erkend keurmerk.
Geus presenteerde daarnaast samen met Alberto Stegeman het programma Red mijn vakantie!, waarin problemen op vakantieadressen worden opgelost. Bovendien was hij kandidaat in de televisieprogramma's Ranking the Stars (BNN/RTL 5), Sterren dansen op het ijs en Stelletje Pottenbakkers! (beide SBS6).
Geus opende op 4 september 2010 een eigen pannenkoekenrestaurant in Maastricht, dat hij na twee jaar weer verkocht. In oktober 2017 opende hij een restaurant in Barendrecht.
In februari 2019 werd bekend dat zijn contract bij SBS6 na 18 jaar niet verlengd werd. Hij ging daarna aan de slag bij RTV Rijnmond. In 2019 was Geus een van de deelnemers van het twintigste seizoen van het RTL 4-programma Expeditie Robinson, hij viel als vijfde af en eindigde op de 16e plaats. Ook deed hij dat jaar mee aan The Roast of Ali B op Comedy Central.
In 2021 was Geus een van de acht terugkerende oud-deelnemers van het 21e seizoen van het RTL 4-programma Expeditie Robinson, hij viel als vijftiende af en eindigde daarmee op de twaalfde plaats. Ook deed hij mee aan De Alleskunner VIPS.
In 2022 was Geus te zien in het Videoland-programma Celebrity Apprentice. In 2023 was hij te zien als secret singer in het televisieprogramma Secret Duets. Op 11 juni 2022 was Geus te zien in Het Jachtseizoen. Hij wist hier, samen met Peter Gillis, te ontsnappen aan Giel, Thomas en Stefan van Stuktv.
In het najaar van 2024 was Geus te zien in de bioscoopfilm De Grote Sinterklaasfilm: Stampij in de bakkerij.

## Programma's
| Televisieprogramma's | Televisieprogramma's      | Televisieprogramma's        |
| Jaar                 | Productie                 | Zender                      |
| -------------------- | ------------------------- | --------------------------- |
| 2002-2017            | De Smaakpolitie           | SBS6                        |
| 2007                 | Sterren dansen op het ijs | SBS6                        |
| 2008-2009, 2019-2021 | Ranking the Stars         | BNN / RTL 5                 |
| 2008-2016            | Red mijn vakantie!        | SBS6                        |
| 2013                 | Drekwerk                  | SBS6                        |
| 2016                 | Smerige zaken             | SBS6                        |
| 2016                 | Alles mag op zaterdag     | RTL 4                       |
| 2018                 | Stelletje Pottenbakkers!  | SBS6                        |
| 2018                 | Een goed stel hersens     | RTL 4                       |
| 2019                 | Expeditie Robinson        | RTL 4                       |
| 2019                 | Comedy Central Roast      | Comedy Central              |
| 2021                 | De Alleskunner VIPS       | SBS6                        |
| 2021                 | Expeditie Robinson        | RTL 4                       |
| 2022                 | Celebrity Apprentice      | Videoland                   |
| 2022                 | Het Jachtseizoen          | Duo met Peter Gillis (SBS6) |
| 2023                 | Secret Duets              | RTL 4                       |
| 2023                 | Serious Christmas         | PowNed                      |

## Boeken
- Kook OK, 2005, Kosmos Uitgevers, ISBN 9789021584911
- Hier word ik vrolijk van, 2011, Trichis Publishing, ISBN 9789490608224
- De echte Geus, 2021, Uitgeverij De Leeuw B.V, ISBN 9789090353104